# Eddie Monteclaro
Eddie B. Monteclaro (1928 of 1929 - Manilla, 23 mei 1987) was een Filipijns journalist en hoofdredacteur van de Manila Times. Hij zette zich in voor de persvrijheid en tegen het dictatoriale regime van president Ferdinand Marcos na het uitroepen van de staat van beleg in september 1972.

## Biografie
Eddie Monteclaro was jarenlang werkzaam als journalist en was voorzitter van de National Press Club op het moment dat president Ferdinand Marcos de staat van beleg uitriep en het land op dictatoriale wijze begon te regeren. Monteclaro vocht diverse van zijn presidentiële decreten aan voor hij zich in 1973 gedwongen zag het land ontvluchtte om in de Verenigde Staten politiek asiel aan te vragen. In de VS was hij 13 jaar lang redacteur van de Chicago Sun Times en was hij van 1974 toy 1975 redacteur van de Philippine Times. Daarnaast was hij een van de oprichters van de Movement for Free Philippines in Washington DC, samen met onder meer senator Jovito Salonga en senator Raul Manglapus. Deze beweging was de meest prominente protestbeweging tegen het regime-Marcos in de VS. Na de val van Marcos door de EDSA-revolutie in 1986 en het herstel van de persvrijheid, keerde Monteclaro terug naar de Filipijnen. Daar werkte hij eerst voor de Manila Chronicle en werd daarna aangesteld als hoofdredacteur van de Manila Times.
Monteclaro overleed in 1987 op 58-jarige leeftijd aan de gevolgen van hartfalen. Hij was getrouwd met Rudi Pagsuberon en samen kregen ze twee zonen en twee dochters.